# Archaeological Survey of India
Archaeological Survey of India je originální název indické vládní organizace, která se zabývá zkoumáním, udržováním a ochranou památek a oblastí národního i mezinárodního významu na území Indie. Do češtiny by se název dal přeložit jako „Archeologický průzkum Indie“. Organizace byla založena v roce 1861 Alexandrem Cunninghamem, kdy byla Indie pod nadvládou Spojeného království (tzv. Britská Indie). V současné době organizace udržuje několik tisíc památek mezinárodního významu, z nichž několik desítek je na seznamu světového dědictví. 

## Vedoucí pracovníci
- 1871 – 1885 Sir Alexander Cunningham
- 1886 – 1889 James Burgess
- 1902 – 1928 Sir John Marshall
- 1928 – 1931 Harold Hargreaves
- 1931 – 1935 Rai Bahadur Daya Ram Sahni
- 1935 – 1937 J. F. Blakiston
- 1937 – 1944 Rao Bahadur K. N. Dikshit]
- 1944 – 1948 Mortimer Wheeler
- 1948 – 1950 N. P. Chakravarti]
- 1950 – 1953 Madhav Swaroop Vats
- 1953 – 1968 A. Ghosh
- 1968 – 1972 B. B. Lal
- 1972 – Deshpande
- B. K. Thapar
- současný: C. Babu Rajeev